# Peripsychoda zygops
Peripsychoda zygops és una espècie d'insecte dípter pertanyent a la família dels psicòdids.

## Descripció
- Mascle: ulls separats per dues facetes de diàmetre; sutura interocular en forma de "V" invertida i engrossida al centre; vèrtex de 2,5 vegades l'amplada del pont ocular; front amb una àrea pilosa rectangular; palp núm. 2 més llarg que el 3; antenes amb l'escap gairebé 3 vegades la mida del pedicel; tòrax sense patagi; ales de 2,17 mm de llargària i 1,12 mm d'amplada, clapades de marró, amb la zona costal no engrandida i la vena cubital engrandida subapicalment i estenent-se fins a M4; fèmur més llarg que la tíbia.
- La femella no ha estat encara descrita.[3]

## Distribució geogràfica
És un endemisme de Nova Guinea.